# BLIND NIGHT
『BLIND NIGHT』（ブラインドナイト）は、18禁アニメ専門レーベル「ショコラ」の初のアダルトアニメである。2002年11月から2004年7月までにジャパンホームビデオより全3巻が発売された。本作は企画・原作・作画・演出を全て早川ナオミが担当する。

## 登場人物
※DVDパッケージ裏のキャスト表記と異なり、下記の表記は本編のエンディングクレジットを参照。
御勅使川しおん（みだいがわ しおん）
声 - 有栖川萌

成瀬リエ（なるせ りえ）
声 - 有栖川萌

柏木ヒカル（かしわぎ ひかる）
声 - 海原エレナ

加納真希（かのう まき）
声 - おぼれ谷リアス / 瀬尾蒼（3話のみ）

シスター麻奈美（シスターまなみ）
声 - 藤城奈央 / 香月ルナ（3話のみ）

白石亜由美（しらいし あゆみ）
声 - 藤城奈央 / 香月ルナ（3話のみ）

一条のぞみ（いちじょう のぞみ）
声 - 白井綾乃 / 石川乃奈（3話のみ）

椎名瑞穂（しいな みずほ）
声 - 櫻井ありす

睦月丈二（むつき じょうじ）
声 - 木島宇太 / さつきはつか（3話のみ）

倉石謙三（くらいし けんぞう）
声 - 有馬克明

教頭（きょうとう）
声 - 三河春人

水田（みずた）
声 - 鶴岡聡

園長（えんちょう）
声 - 杉野博臣

女B
声 - 蒼井そら（特別出演）

## スタッフ
- プロデューサー：厚木太
- 企画：クリストファー武井
- 原案・原作・監督・キャラクターデザイン・絵コンテ：早川ナオミ
- 脚本：真壁六郎太
- 音楽：高瀬ゆい[1話・2話]、HITOSHI MIURA[3話]
- 作画監督：BERRY'S[1話]、KIM EUN BUYNG[2話]、宋賢美[3話]
- 作監補：KIM EUN BUYNG[1話のみ]
- 美術監督：JKI
- 演出：北川雷三[1話・2話]、李振亨[3話]
- 編集：すたじおくまあ[3話のみ]
- アニメーション制作協力：K-プロダクション、（有）J. K. I
- アニメーション製作：C&Sプロダクション[3話のみ]
- 制作：株式会社ハイパースペース
- 製作：ジャパンホームビデオ株式会社

## 主題歌
「ブラインドナイト」
作詞・作曲・編曲：高瀬ゆい／歌：蒼井そら
主題歌録音：スタジオハイパースペース

## 映像ソフト
- 「BLIND NIGHT ～覚醒～」2002年11月22日発売[1] VHS:KCRS-0001/DVD:SRDV-0001
- 「BLIND NIGHT ～性獣～」2003年7月25日発売[2] VHS:KCRS-0005/DVD:SRDV-0005
- 「BLIND NIGHT ～終焉～」2004年7月23日発売[3] VHS:KCRS-0009/DVD:SRDV-0009
- 「BLIND NIGHT ～完全版～」2010年1月22日発売[4] MPVFT-004